# Terry Jacks
Terry Jacks (ur. 29 marca 1944 w Winnipeg) – kanadyjski piosenkarz, kompozytor i producent płytowy.

## Dyskografia

### Albumy
- Seasons in the Sun (1974)
- Y' Don't Fight the Sea (1975)
- Pulse (1983)
- Just Like That (1987)

### Single
- 1970 - "I'm Gonna Capture You"
- 1972 - "Concrete Sea"
- 1973 - "I'm Gonna Love You Too"
- 1974 - "Seasons in the Sun"
- 1974 - "If You Go Away"
- 1975 - "Rock and Roll (I Gave You the Best Years of My Life)"
- 1975 - "Christina"
- 1975 - "Holly"
- 1976 - "Y' Don't Fight the Sea"
- 1976 - "In My Father's Footsteps"
- 1977 - "Hey Country Girl"
- 1981 - "Greenback Dollar"
- 1983 - "You Fool Me"
- 1987 - "Just Like That"